# Johann Paul Pauer
Johann Paul Pauer (* 9. Januar 1813 in Graz; † 23. Mai 1889 ebenda) war Abgeordneter zum Österreichischen Abgeordnetenhaus.

## Leben
Johann Paul Pauer war Sohn des Gutsbesitzers Johann Paul Pauer († 1840). Er besuchte das Akademische Gymnasium in Graz und studierte danach Rechtswissenschaften. Ab 1840 war er Besitzer der Güter Mettau in der Gemeinde St. Peter bei Marburg (heute Stadt Maribor) und Gutenhaag in der Gemeinde Oberwellitschen (heute Gemeinde Lenart).
Von 1847 bis 1851 war er Mitglied der Direktion der steiermärkischen Sparkasse in Graz, von 1851 bis 1862 dessen Kurator, dann Obervorsteher-Stellvertreter.
Ab dem Jahr 1848 war er Mitglied im provisorischen Steiermärkischen Landtag und von 1861 bis 1889 war er Mitglied im Steiermärkischen Landtag (I., II., III., IV., V. und VI. Wahlperiode).
Johann Paul Pauer war römisch-katholisch und verheiratet mit  Hedwig Freiin von Bubna, mit der er einen Sohn hatte.

## Politische Funktionen
Johann Paul Pauer war von 1867 bis zu seinem Tod im Jahr 1889 Abgeordneter des Abgeordnetenhauses im Reichsrat (II., III., IV., V., VI. und VII. Legislaturperiode), Kronland Steiermark, Kurie Großgrundbesitz.

## Klubmitgliedschaften
Johann Paul Pauer gehörte im Laufe seines Lebens vielen Klubs an. Im Jahr 1867 war er Mitglied des Herbst-Kaiserfeld'schen Klubs. Ab dem 2. Oktober 1867 gehörte er dem Klub der Linken an. Ab dem 17. Januar 1872 war er im Klub der Verfassungspartei, 1873 wieder im Klub der Linken, 1879 im Klub der Liberalen, deren Obmann-Stellvertreter er vom 1. Dezember 1880 bis zum 17. Januar 1881 gewesen ist. Am 19. November 1881 war er bei den Vereinigten Linken, ab 1885 im Deutschösterreichischen Klub. Ab dem 6. November 1888 gehörte er den Vereinigten Deutschen Linken (Verfassungstreuer Großgrundbesitz) an.